# Terres-de-Haute-Charente
Terres-de-Haute-Charente é uma comuna francesa na região administrativa da Nova Aquitânia, no departamento de Charente. Estende-se por uma área de 86.66 km². Em 2010 a comuna tinha 4 037 habitantes (densidade: 46,6 hab./km²).
Foi criada em 1 de janeiro de 2019, a partir da fusão das antigas comunas de Roumazières-Loubert (sede da comuna), Genouillac, Mazières, La Péruse e Suris.